# 국도 제56호선 (일본)
국도 제56호선은 고치현 고치시 현청 앞 교차로에서 에히메현 마쓰야마시의 시청 앞 교차로까지 이어주는 일반 국도 노선이다. 그러나 이 국도 노선은 시코쿠의 남서단과 남단으로 이어주는 ㄷ자형 구조를 가지는 노선망이기도 하다. 총 연장과 달리 실제 연장은 335.6 km, 현도도 역시 296.5 km의 구간을 가지고 있다.

## 경유지
- 고치현 : 고치시 - 도사시 - 스사키시 - 다카오카군 나카토사정 - 다카오카군 시만토정 - 하타군 구로시오정 - 시만토시 - 스쿠모시
- 에히메현 : 미나미우와군 아이난정 - 우와지마시 - 세이요시 - 오즈시 - 기타군 - 우치코정 - 이요시 - 이요군 마사키정 - 마쓰야마시

## 교차 가능한 도로
- 국도 제11호선
- 국도 제32호선
- 국도 제33호선
- 국도 제55호선
- 고치 자동차도

## 갤러리

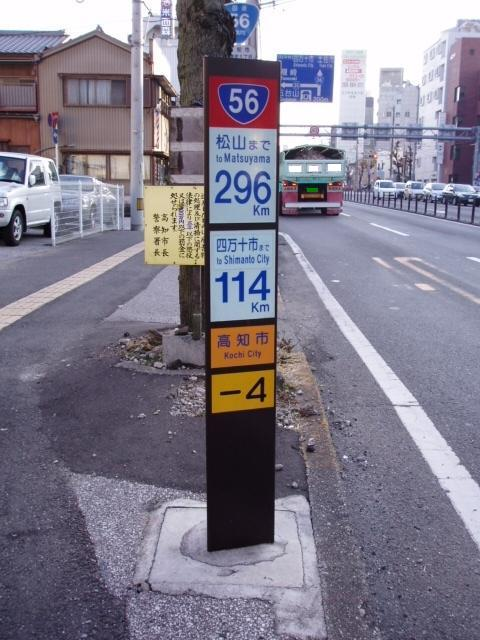
4개의 킬로포스트, 고치시 미나미호에이정 앞에서
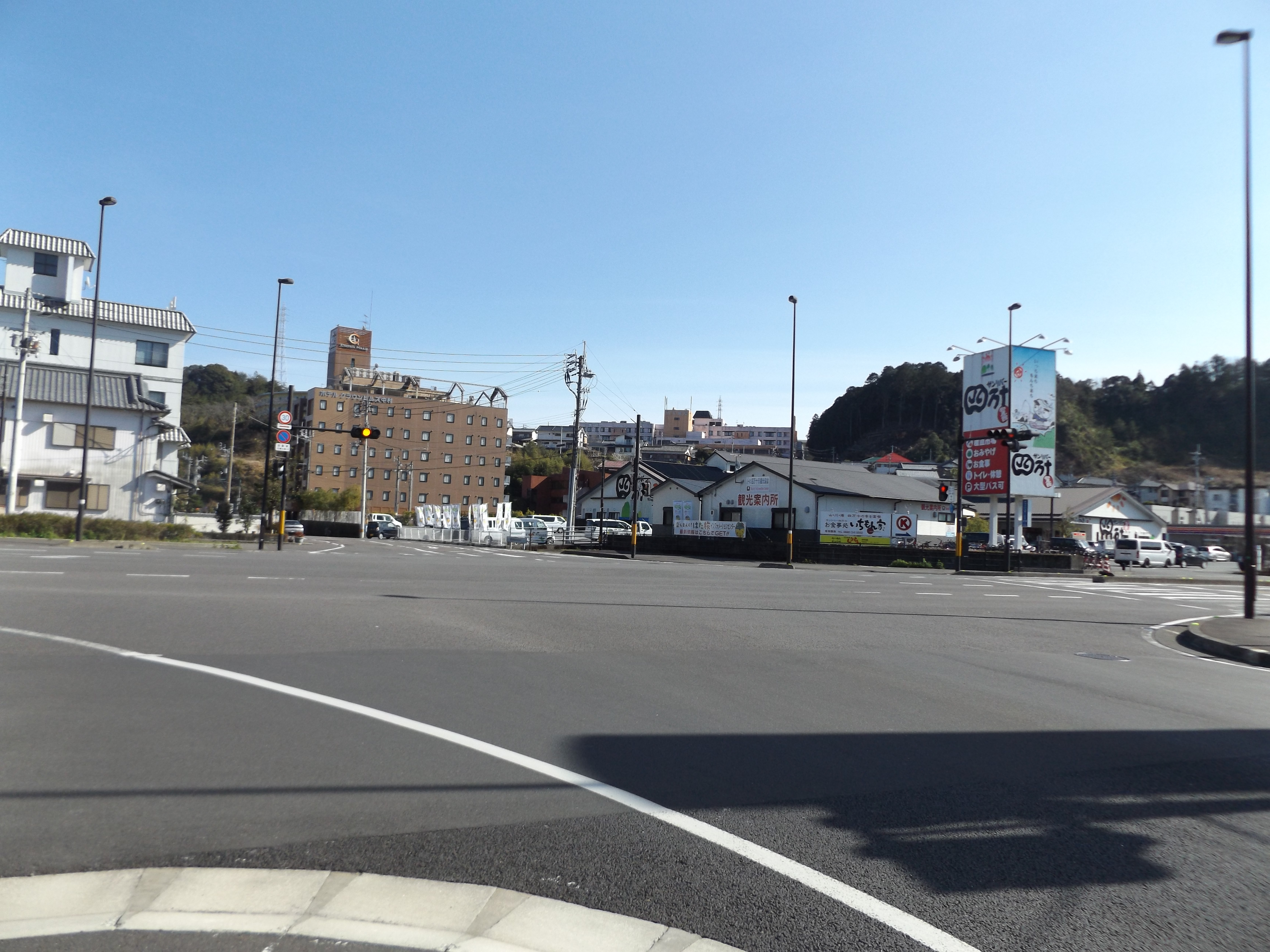
고치현 시만토시 나카촌에서 439번 국도와 교차한다. 그러나 이 지점은 439번 국도가 이 곳을 종점으로 삼고 있다.
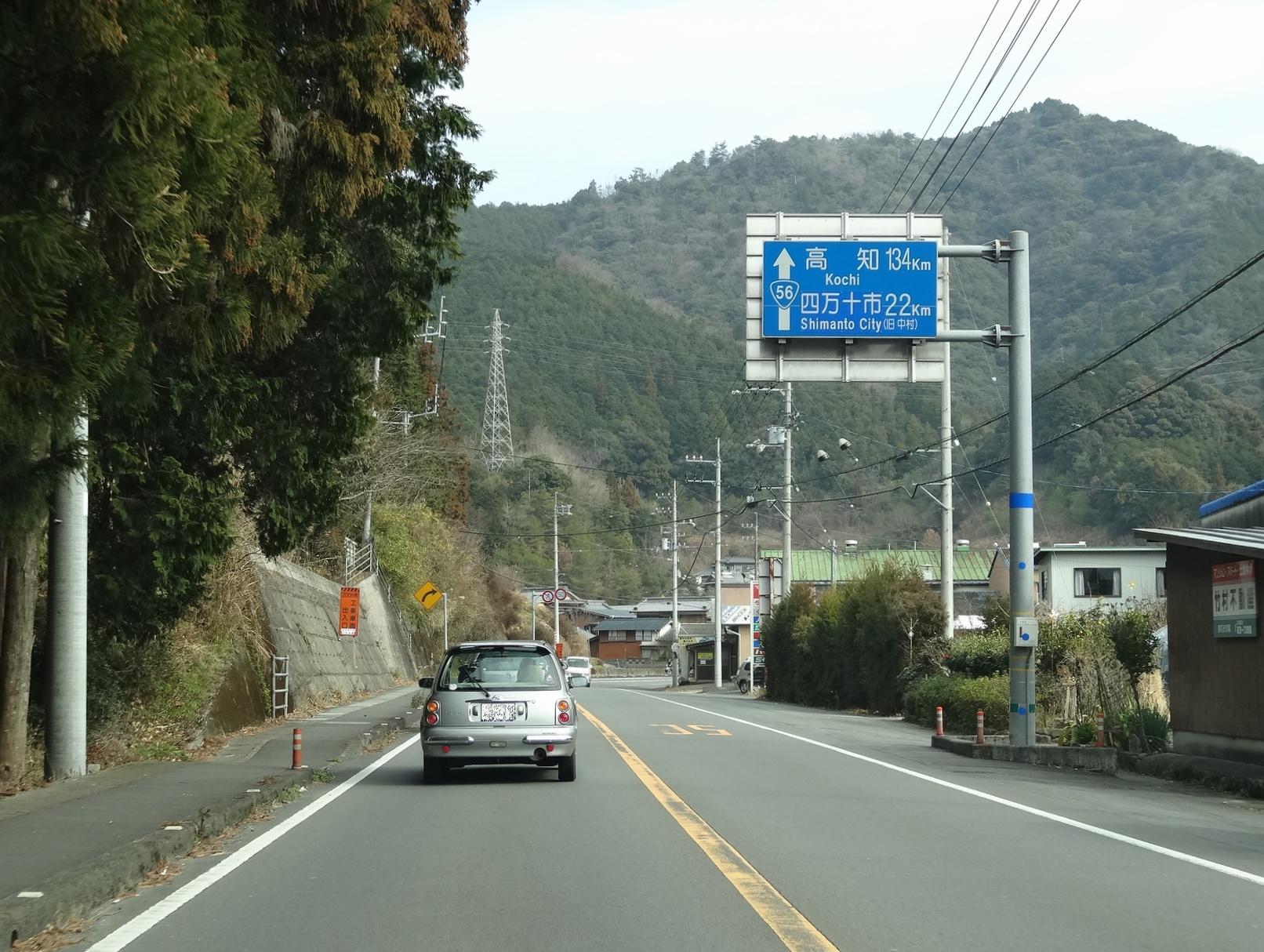
고치현 스쿠모시 (고치 방면)
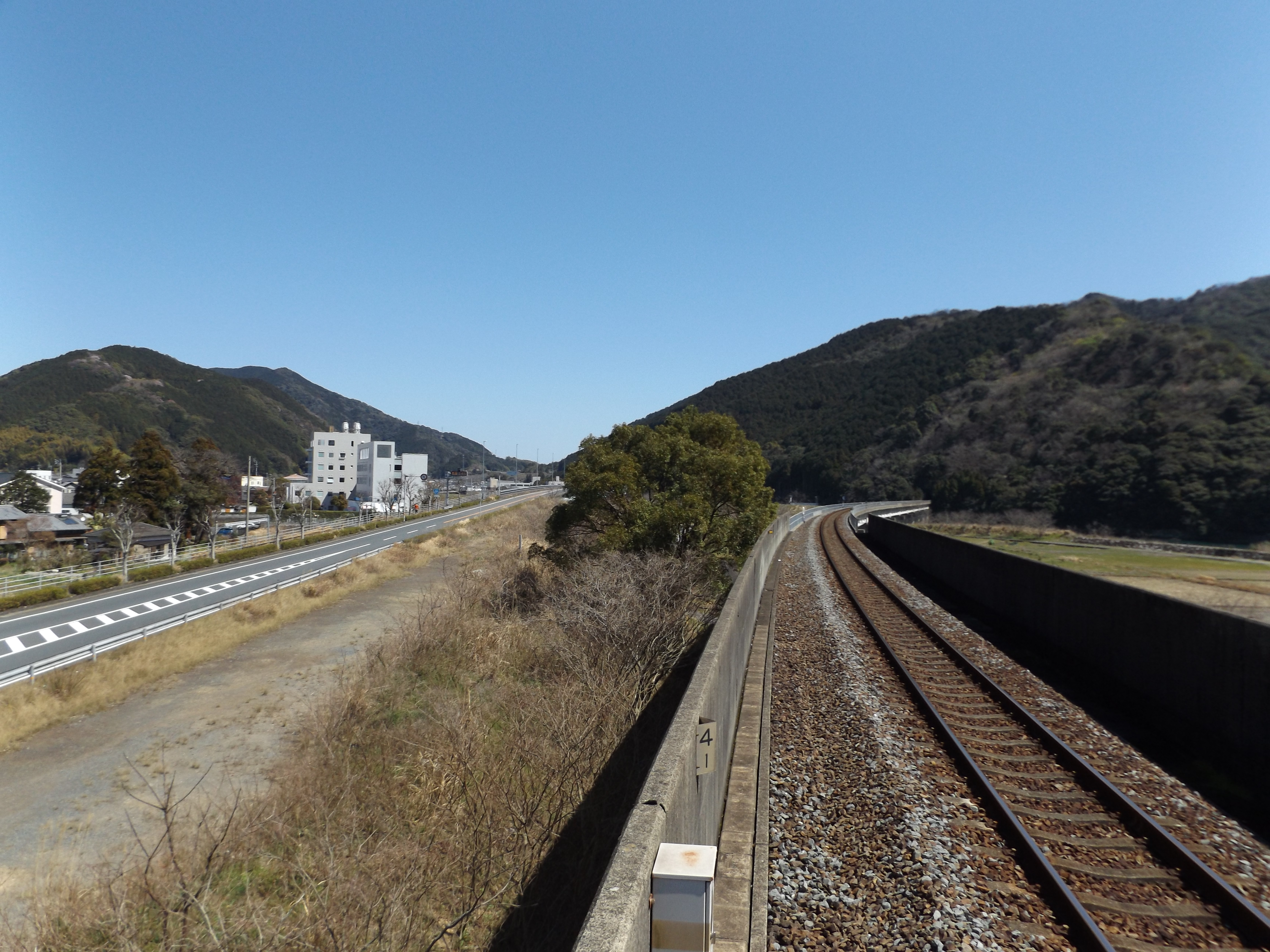
도사구로시오 철도의 스쿠모 선 히가시스쿠모 역에서 바라본 56번 국도와 스쿠모 선이 서로 병설되어 있는 모습. 해당 방향은 나카무라 방향이다.